# Kropywnia (rejon nowogrodzki)
Kropywnia (ukr. Кропивня) – wieś na Ukrainie, w obwodzie żytomierskim, w rejonie nowogrodzkim, u ujścia Rudeńki do Tni. W 2001 roku liczyła 436 mieszkańców.